# 夏尔·波拿巴
拿破崙七世（法語：Charles Napoléon；1950年10月19日—），全名夏爾·馬里·熱羅姆·維克多·拿破崙·波拿巴（法語：Charles Marie Jérôme Victor Napoléon Bonaparte），是法國拿破崙·波拿巴家族的後裔，拿破崙六世（路易·熱羅姆·拿破崙）之子。1997年他父親去世後他成為拿破崙家族（波拿巴王朝）繼承人，帝位覬覦者，人稱拿破崙親王。

## 繼任爭議
雖然在其父親拿破崙六世在世時他是波拿巴主義繼其父以後公認的波拿巴王朝繼承人，但在1997年12月2日路易去世後七個月，其公開的遺囑指出夏爾被排除族長的資格，「拿破崙親王」頭銜由夏爾的11歲獨子讓-克里斯托夫·拿破崙繼承，人稱拿破崙八世。